# Donja Toponica (Prokuplje)
Pour les articles homonymes, voir Donja Toponica.
Donja Toponica (en serbe cyrillique : Доња Топоница) est un village de Serbie situé dans la municipalité de Prokuplje, district de Toplica. Au recensement de 2011, il comptait 296 habitants.

## Démographie

### Évolution historique de la population
| 1948 | 1953 | 1961 | 1971 | 1981 | 1991 | 2002 | 2011 |
| ---- | ---- | ---- | ---- | ---- | ---- | ---- | ---- |
| 726  | 749  | 665  | 539  | 488  | 390  | 352  | 296  |

|  |